# Luisa Fernanda Lafaurie
Luisa Fernanda Lafaurie Rivera es una economista colombiana, que se desempeñó como Ministra de Minas y Energía de ese país entre 2001 y 2002.

## Biografía
Estudió Economía en la Pontificia Universidad Javeriana, de donde se graduó en 1988, y se especializó en Finanzas en la Universidad de los Andes.
Hija del senador por La Guajira José Vicente Lafaurie Acosta y hermana del ganadero José Félix Lafaurie, ha hecho toda su carrera en el sector energético, desempeñándose como Viceministra de Minas e Hidrocarburos, en el Gobierno de Andrés Pastrana Arango, desde 1998 hasta 2001, cuando fue nombrada como Ministra de Minas y Energía, cargo que ejerció hasta el final del gobierno de Pastrana.
En el campo privado se ha desempeñado como presidenta del Oleoducto Central de Colombia y C.E.O. del Grupo HJDK, así como miembro de las Juntas directivas de Mercantil Colpatria, Avianca, ISA y del Grupo Éxito y presidenta de las juntas directivas de Ecopetrol, Ecogas, Emgesa y la Financiera de Desarrollo Nacional. También ha sido presidenta comercial de Carbocol, asesora comercial de Termotasajero y directora regional de Coalcorp Mining.